# Bomberman Max
Bomberman Max est un jeu vidéo d'action édité et développé par Hudson Soft. Il est sorti en 1999 au Japon et en 2000 aux États-Unis sur Game Boy Color. Il existe deux versions du jeu: Bomberman Max: Blue Champion, dans lequel le joueur contrôle Bomberman, et Bomberman Max: Red Challenger, dans lequel le joueur contrôle Max.

## Synopsis
L'histoire est la même dans les deux versions du jeu. Une intelligence artificielle nommé Brain (Soit cerveau en français) a transformé cinq planètes qui vivaient dans la paix et l'harmonie en lieux froids et sombres. Bomberman et Max entendent les cris de détresse des Charaboms, les habitants des cinq planètes, et décident de faire la course pour voir qui sauvera les Charaboms et vaincra Brain en premier.

## Accueil
- Nintendo Power : 7,4/10[3]